# 鳳凰丸
鳳凰丸（ほうおうまる）は、幕末に江戸幕府によって建造された西洋式帆船。幕末に日本で建造された洋式大型軍艦のなかで最初に竣工した。蒸気船の急速な普及のため旧式化し、実際には軍艦ではなく輸送船として使用された。
鳳凰は聖天子が国を治める時に現れる想像上の鳥で、「鳳」が雄で「凰」が雌を指す。

## 建造の経緯

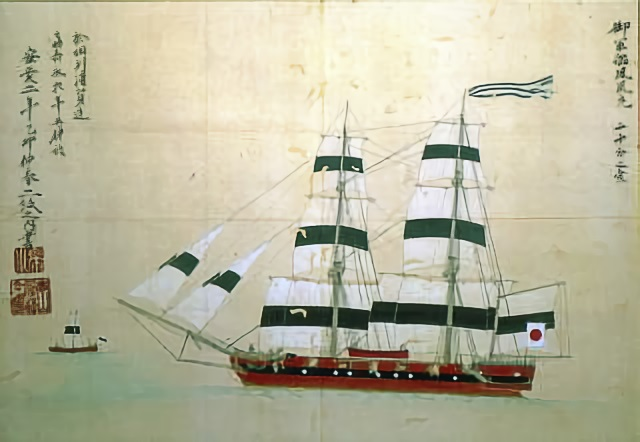
竣工翌年の「鳳凰丸」の絵。安政2年仲春(旧暦2月、1855年3月頃)に描かれたもの

「鳳凰丸」は、1853年（嘉永6年）に建造が決まった。これは、同年に起きた黒船来航を受けて、海防強化策の一環として決まったものである。幕府の命により、浦賀奉行所の担当で建造されることになった。同時期に、水戸藩に「旭日丸」の建造が命じられたほか、薩摩藩も「昇平丸」などの建造を進めつつあった。これらの大型洋式軍艦の建造に合わせて、大船建造の禁も解除された。
江戸湾の海上警備を担当する浦賀奉行所は、1846年のアメリカ東インド艦隊（司令長官：ジェームズ・ビドル提督）の来航などを踏まえ、軍用船の整備を従来も細々と進めてきていた。1849年（嘉永2年）には、西洋のスループの設計を取り入れた和洋折衷の小型帆船「蒼隼丸」を建造したこともあった。黒船来航後、浦賀奉行は火災事故で失われていた「蒼隼丸」他の代船建造を提案、老中・阿部正弘の強い後押しを受けて「鳳凰丸」とスループ2隻の建造として実現することになったのである。
建造は、中島三郎助を中心に香山栄左衛門、佐々倉桐太郎、春山弁蔵ら浦賀奉行所の与力、同心を担当者として、船大工棟梁の粕屋勘左衛門の協力の下で進められた。ただし、船舶工学出身の海事史研究者である安達裕之は、中島ら与力や同心の関与は管理部門だけで、実際の設計などは船大工が行っていたと推測している。
1853年10月22日（嘉永6年9月19日）に浦賀造船所で起工され、1854年6月6日（嘉永7年5月10日）に竣工した。建造期間は8か月間という驚異的な短さで、3か月早く起工されていた「昇平丸」（1854年12月竣工）よりも先に完成し、そのため「鳳凰丸」が日本で建造された最初の洋式大型軍艦となった。本船を建造した浦賀造船所は「咸臨丸」の整備などにも利用されたほか、明治維新後に再興されて軍艦用の造船所として発展している。
なお、竣工した「鳳凰丸」には、日本船籍を示す船旗（当時の用語で「惣船印」または「総印」）に新たに定められた日の丸が掲揚されたことから、日の丸を初めて掲揚した船との説がある。日本船旗としての日の丸の起源についての定説は、薩摩藩主・島津斉彬と幕府海防参与・徳川斉昭らの進言によって惣船印には「日の丸」の幟を用いることになり、1854年9月1日（嘉永7年7月9日）に老中・阿部正弘により布告されたというものである。実施の第1号は1855年（安政元年）に薩摩藩から幕府に献上された「昇平丸」の船尾に掲揚された日の丸とされ、歴史学者の松本健一や国文学者の暉峻康隆など複数の学者がこれを支持している。これに対して、安達裕之は、従前の定説は俗説に過ぎず、日の丸の船印は浦賀奉行の提案によるものであり、徳川斉昭の強い支持もあって1854年の「鳳凰丸」竣工に際し日本船の総印として規定された結果、その後に献上された「昇平丸」にも適用されたと主張している。(議論の詳細は日本の国旗#日本の国旗としての歴史を参照)

## 構造

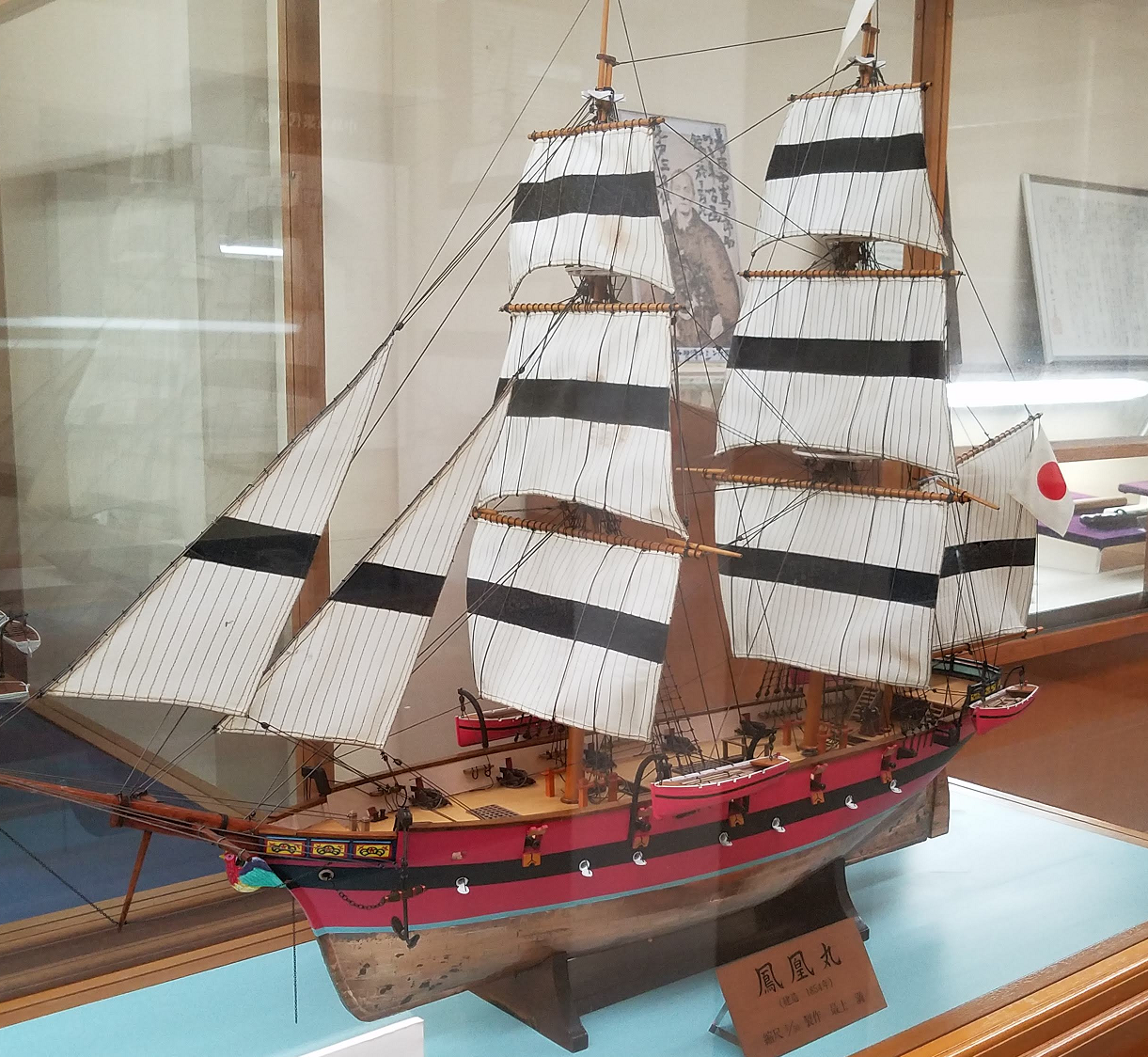
浦賀コミュニティセンター分館に展示されている1/50スケールの鳳凰丸の模型

「鳳凰丸」は、3本のマストのうち前2本に横帆、最後尾マストには縦帆を持つ三檣バーク型帆船である。当初の設計では2本マストのブリッグ型帆装であったが、建造途中で変更された。船体も当初は全長108尺 (32.7m) とされたのが、120尺 (36.4m) に拡大された。船体の外観は漆で赤く塗装され、船首には鳳凰の胸像型の船首像、船尾にも鳳凰の尾をかたどった彫刻のある華麗な姿であった。船底は生物付着防止のため銅板で被覆されていた。武装は大砲10門（7.5貫目大筒4門、3貫目中筒6門）が装備されたほか、近接戦闘用に銃剣付きの洋式小銃50丁も搭載された。設計にあたっては、以前建造のスループの図面や天文方所蔵の図面のほか、嘉永2年閏4月（1849年5月頃）に浦賀に出現したイギリス帆船「マリナー号」の観察記録や再来航中のペリー艦隊の観察記録が参考とされている。
船体構造は竜骨に肋材（まつら）を組み合わせたうえから外板・内板や甲板を張ったもので、基本的に西洋式であるが、和船の技術が大幅に取り入れられているのが特徴である。純粋な洋式構造船体に近い「昇平丸」や「旭日丸」では肋材が60組使用されているのに対し、「鳳凰丸」では水線下で16組、水線上でも25組しか無い。代わりに、「鳳凰丸」では外棚や内棚などが和釘や鎹で強固に接合されて船体強度が確保される構造になっており、これは在来型の和船で用いられてきた棚板造りの技法を併用したものである。洋釘は使用されていない。手慣れた和船構造を取り入れることは、船体強度を確保しつつ、工期の大幅短縮を実現させた。ただし、肋材が少ないことは防弾性能の低下を招いており、安達裕之は軍艦としての使用は困難であったのではないかと推測している。
艤装関係でも、翌年の黒船再来航に間に合わせるため、一部で装備の簡略化が行われている。幕府の艦船規定では、帆布は黒い帯の入った中黒帆が正式であったが、竣工時には製造が間に合わず、最後尾のスパンカーを除いて白帆で済ませている。翌年3月までにはすべて中黒帆となった。武装も竣工時には大砲10門のうち4門が不足した状態で、翌月までに追加装備となった。

## 運用
「鳳凰丸」は、竣工翌日の1854年6月7日（嘉永7年5月11日）に試験航海を無事に終えた。その後品川沖に回航され、1855年4月18日（安政2年2月30日）に老中阿部正弘らが船内や大砲発射、帆走などを見分した。その結果は良好で、乗組員に褒賞が出されている。その後も幕府高官らの訪問が続き、13日に浦賀に戻った。
軍艦として着工された本船であったが、すでに軍艦の主流は蒸気船に移っており、旧式であることは否めなかった。そのため、主に輸送船として使用された。幕府船として運用中の1866年(慶応2年)には、石川島造船所で大規模な修理工事を受けている。勝海舟によればこのときに豊島形へと改装されたというが、現存する絵図や公文書の記録からは豊島形とは別物と考えられる。
戊辰戦争時には「太江丸」とともに仙台藩に輸送船として貸し出され、榎本武揚率いる旧幕府海軍脱走艦隊が同地へ寄港した際に返却された。榎本艦隊に輸送船として加入した「鳳凰丸」は1868年12月1日（明治元年10月18日）に宮古湾を出航し、12月3日に僚艦7隻とともに蝦夷地(北海道)鷲ノ木へ到着、乗船した部隊を上陸させた。その後の箱館戦争を生き延び、五稜郭陥落後の1869年7月15日（明治2年6月7日）に室蘭駐屯の開拓方305名（乗員含む）を乗せて砂原村へ赴き、新政府軍に投降した。
明治政府では初めは軍務官直轄の運輸船だったが、明治2年9月24日（1869年10月28日）に兵部省では不要と報告され、大蔵省に交付、10月頃に引き渡された。

## 評価
本船や同時期の「昇平丸」「旭日丸」について、勝海舟や栗本鋤雲は、外観を西洋風にしただけで、実態は和船に過ぎず実用性も皆無であったとする。強風で船体が分解した、順風でしか航行できなかったなどとも述べる。そして、本船などを低く評価する一方、後にエフィム・プチャーチンらロシア人の指導下で建造された「ヘダ号」及び量産型の君沢形スクーナーを、真の国産初の洋式船であると高く評価した。その後の『日本近世造船史』（1911年刊）なども勝らの回顧録に依拠して同様の低い評価を与え、通説となってきた。
これに対し、石井謙治や安達裕之は、1966年に発見された船大工による当時の造船記録などを基に、「鳳凰丸」などは十分に堅固に造られた洋式船であったとの説を提唱している。石井らは、勝海舟らは造船現場に関わったことも無く、自己の功績を誇るあまり先駆者の業績をことさらに軽視したのだとする。従来の通説に関しても、不十分な史料批判で形成されてしまったものだと指摘する。そして、日本の近代造船導入は独学だけで達成することはできず、長崎海軍伝習所の功績が大きいとは認めつつも、「鳳凰丸」などの建造を外観だけとするのは誤りであるし、逆に理論教育を伴わない「ヘダ号」建造は過大評価されていると主張している。